# Cyanea purpurea
Cyanea purpurea är en manetart som beskrevs av Kamakiche Kishinouye 1910. Cyanea purpurea ingår i släktet Cyanea och familjen Cyaneidae. Inga underarter finns listade i Catalogue of Life.